# Meyendorffina
Meyendorffina es un género de foraminífero bentónico de la subfamilia Hauraniinae, de la familia Hauraniidae, de la superfamilia Pfenderinoidea, del suborden Orbitolinina y del orden Loftusiida. Su especie tipo es Meyendorffina bathonica. Su rango cronoestratigráfico abarca el Bathoniense (Jurásico medio).

## Discusión
Clasificaciones previas incluían Meyendorffina en la subfamilia Dictyoconinae, de la familia Orbitolinidae, de la superfamilia Orbitolinoidea, del suborden Textulariina del orden Textulariida o en el orden Lituolida.

## Clasificación
Meyendorffina incluye a las siguientes especies:
- Meyendorffina bathonica †
- Meyendorffina ghorabii †

Otras especies consideradas en Meyendorffina son:
- Meyendorffina baschkirka †, también considerado como Meyendorffina (Lucasella) baschkirka † o Lucasella baschkirka †
- Meyendorffina cavanifera †, también considerado como Meyendorffina (Lucasella) cavanifera † o Lucasella cavanifera †
- Meyendorffina dubia †, también considerado como Meyendorffina (Lucasella) dubia † o Lucasella dubia †
- Meyendorffina kaempferi †, también considerado como Meyendorffina (Lucasella) kaempferi † o Lucasella kaempferi †
- Meyendorffina majorcentralis †, también considerado como Meyendorffina (Lucasella) majorcentralis † o Lucasella majorcentralis †
- Meyendorffina minoricensis †, también considerado como Meyendorffina (Lucasella) minoricensis † o  Lucasella minoricensis †, y aceptado como Gutnicella minoricensis †
- Meyendorffina mundula †, también considerado como Meyendorffina (Lucasella) mundula † o Lucasella mundula †
- Meyendorffina parva †, también considerado como Meyendorffina (Lucasella) parva † o Lucasella parva †
- Meyendorffina sulcella †, también considerado como Meyendorffina (Lucasella) sulcella † o Lucasella sulcella †

En Meyendorffina se han considerado los siguientes subgéneros:
- Meyendorffina (Lucasella), también considerado como género Lucasella y aceptado como Gutnicella
- Meyendorffina (Paracoskinolina), aceptado como género Paracoskinolina